# 学术研究会
学术研究会，是指中华民国时期的一个学术组织。

## 概述
1915年8月，李石岑与潘培敏、李大年、丘夫之等在日本东京发起组织学术研究会，以“研究学术，促进文化”为宗旨，抨击军阀专权、政治混乱和日本帝国主义的侵略行径，被日本政府查封。1918年总会转移至上海，并先后成立北京、湖北，上海，广东、湖南以及英、美，德，法、日和南洋等分会；总会设执行、监察两委员会。执行委员会以李大年等为常务委员，下设秘书及总务、研究两部。总务部分设文牍、会计、庶务、交际4科；研究部分设政治，经济、法律，社会、心理、哲学、军事7科；此外还设有心理研究所、金属材料研究所和各种专门委员会。创办有《民铎》、《民鸣》等刊物，并编有丛书专著等。